# El libro de la serenidad
El libro de la serenidad  (en chino: 從容錄, Cóngróng lù; en japonés: Shōyōroku) es el título de un libro compilado por Wansong Xingxiu (1166–1246), publicado por primera vez en 1224.  El libro comprende una colección de 100 kōans escrito por el maestro budista Hongzhi Zhengjue (1091–1157), junto con comentarios de Wansong. La recopilación de Wansong es la única fuente que sobrevive.
Junto con La puerta sin puerta, El libro de la serenidad está considerado como una de las dos recopilaciones primarias del diálogo Zen. Shohaku Okumura ha llamado a la colección como "un texto clásico que es todavía es analizado por estudiantes Zen de la actualidad." Reb Anderson lo ha llamado "una cumbre auspiciosa en la cordillera de la literatura Zen, una sutil corriente en los valles profundos de nuestra enseñanza, un tesoro de inspiración y guía para el aprendizaje de las enseñanzas budistas." También,Gerry Shishin Wick, quien publicó una traducción de El libro de la serenidad en 2005, dice que "a pesar de que esté compilado por un maestro en el linaje Soto en El libro de la serenidad, se encuentran tratados como Koans en el Rinzai, algunas escuelas Rinzai, y la tradición Soto los estudió, pero con más liturgia que los 
koans."

## Composición
Originalmente el maestro WANSHI Shôgaku (1091-1157) coleccionó 100 koans e hizo un verso a cada uno de ellos alrededor del siglo XII; después el maestro BANSHÔ Gyôshû (1166-1246) suplió la colección con una serie de instrucciones y comentarios en el año 1223.En la versión actual, solo sobrevive el formato de "Instrucciones", "Caso" y "Verso" siguiendo el estilo tradicional.

## Traducciones
- Cleary, Thomas (22 de marzo de 2005). The Book of Serenity: One Hundred Zen Dialogues. Shambhala Publications. ISBN 9781590302491.
- Wick, Gerry Shishin. The Book Of Equanimity: Illuminating Classic Zen Koans. Wisdom Publications. ISBN 9780861713875.